# Secret défense (téléfilm, 1998)
Pour les articles homonymes, voir Secret défense (homonymie).
Pour plus de détails, voir Fiche technique et Distribution.
Secret défense (The Pentagon Wars, littéralement « Les Guerres du Pentagone », titre québécois Opération Pentagone) est un téléfilm de comédie noire américain réalisé par Richard Benjamin et produit par la société de chaine de télévision à péage HBO, où il est diffusé en 1998. La musique est signée par Joseph Vitarelli.
Ses principaux interprètes sont Kelsey Grammer, Cary Elwes, Olympia Dukakis et Richard Benjamin. Le scénario a été écrit par James Malanowski et Martin Burke d'après le livre éponyme et autobiographique de James G. Burton. Le film raconte de façon satirique la difficile conception du véhicule de transport de troupes M2/M3 Bradley, ainsi que le climat d'incompétence et de corruption des officiers chargés de conduire ce projet.

## Synopsis
Le film tend à démontrer que les responsables du Pentagone de l'époque cherchaient à promouvoir à tout prix certaines armes, même en faussant délibérément les tests, comme en surchargeant de radiateurs électriques un char destiné à être la cible de missiles infra-rouges.
L'essentiel du film est consacré au véhicule de transport de troupes Bradley. Dans le but de vérifier le bien-fondé des dépenses du Pentagone, le congrès américain a missionné le jeune colonel James Burton de l'US Air Force pour vérifier son efficacité. Mais le colonel Burton refuse d'entrer dans le jeu de ses supérieurs, notamment du Major-général Partridge qui lui laisse pourtant miroiter une brillante carrière ultérieure dans le civil. Le colonel tient à s'assurer de la qualité des essais réalisés et se rend compte que ces essais sont bidons. L'arme utilisée pour les tests de résistance du Bradley ne parvient même pas à percer une simple porte en métal.
Dans une série de flash-backs, il se rend compte que le projet initial datant de 1968 était un véhicule blindé de transport de troupes pour onze soldats plus un conducteur. Depuis, il a fait l'objet d'ajouts successifs incohérents à la demande de généraux en fauteuil : une tourelle qui l'alourdit, des ouvertures sur le côté pour permettre aux soldats de tirer, un chargement de munitions supplémentaires aux dépens du nombre de soldats transportés, un canon qui l'alourdit encore et le rend plus haut donc plus vulnérable, une possibilité d'amphibie, des missiles antichars... réduisant sa capacité d'emport à six soldats. L'acier du blindage a du être remplacé par de l'aluminium pour l'alléger.
Le sergent Fanning, collaboratrice de Burton résume la situation ainsi : « C'est un transport de troupes qui ne transporte pas de troupes, un véhicule de reconnaissance trop voyant, un tank avec moins de blindage qu'un chasse neige et un emport de munitions susceptible de raser tout le District de Columbia. »
Le colonel Burton est contacté indirectement par le colonel Robert L. Smith, en fonction depuis le début du projet de la conception et des essais du Bradley. Il lui montre que l'évolution du projet est catastrophique. Il lui procure notamment un compte rendu britannique d'essais qui ont mis en évidence que l'aluminium du blindage dégage des gaz mortels quand il est touché par un obus. Mais par la suite, le colonel Smith, enfin passé général après l'achèvement du Bradley, lui explique qu'il est impossible de dénoncer un projet sans sacrifier sa carrière.
Burton tient à procéder à de nouveaux essais. Il fait installer des mannequins avec des uniformes pour juger de l'effet des impacts. Mais pendant qu'il est appelé au téléphone, les mannequins sont déshabillés, les uniformes rangés dans un coffre protégé. Après l'essai, le colonel se rend compte de la supercherie. Dans d'autres tests, le carburant a été remplacé par de l'eau et les munitions remplies par du sable. Lors d'essais amphibie, quatre véhicules coulent.
Burton s'aperçoit aussi que la production du véhicule a été lancée alors que les tests ne sont pas validés.
Quand il veut réaliser des tests avec des moutons, son chef le major-général Partridge va jusqu'à créer un service d'approvisionnement en moutons ad-hoc pour le retarder. Le colonel achète alors des moutons sur ses propres deniers. Mais après le tir, un homme est intoxiqué par les vapeurs d'aluminium. Pendant que le colonel Burton lui porte secours, les cadavres de moutons sont emportés pour être incinérés.
Le colonel Burton s'en ouvre au sergent Dalton chargé de la réalisation pratique des tests. Celui-ci finit par lui dire qu'il est habitué à obéir à des gradés qui ne font que passer et dont le seul but est d'obtenir une promotion après l'achèvement à n'importe quel prix d'un programme militaire. Partridge, qui a effectivement lancé la production, réussit alors à écarter le colonel Burton par la voie hiérarchique.
En se rendant dans l'usine qui produit les Bradley, le colonel Burton se rend compte que deux modèles sont fabriqués. Le modèle standard et dangereux pour l'armée et un modèle sécurisé pour l'armée israélienne. Il réussit à convaincre le général Bock de faire fuiter dans la presse les dangers du véhicule. Il est alors réintégré pour produire un rapport à destination de sa hiérarchie qui l'enterrera. Celle-ci fait réécrire le rapport de façon positive. À ce moment, appliquant le règlement militaire, le colonel Burton rédige un commentaire sur les modifications apportées par sa hiérarchie vers un grand nombre de responsables.
Le major-général Partridge est alors convoqué devant la Commission des forces armées. Il est contraint de reconnaître que le projet est à l'étude depuis 17 ans et a coûté 14 milliards de dollars. La commission exige des tests dans les conditions réelles de combat. Le major essaie encore en vain de truquer le test qui s'avère catastrophique, car le véhicule explose. Le colonel Burton obtient alors un nouveau milliard de dollars pour faire modifier le Bradley qui s'avéra efficace pendant la Guerre du Golfe (1990-1991). Mais il doit cependant prendre sa retraite et les officiers qui ont si mal conduit le projet sont promus.

## Distribution
- Cary Elwes : Le lieutenant colonel James Burton, personnage principal
- Kelsey Grammer : Le Major Général Partridge, son responsable hiérarchique
- Viola Davis : Le sergent Fanning, sa collaboratrice
- John C. McGinley : Le colonel Bach, inféodé à Partridge
- Tom Wright (en) : Major Sayers, également inféodé à Partridge
- Richard Schiff : lieutenant-colonel, puis général de brigade Robert Laurel Smith chargé de l'élaboration du Bradley
- Clifton Powell : Sergent Dalton chargé de la réalisation pratique des tests
- Richard Benjamin : dans le rôle de Caspar Weinberger, Secrétaire à la Défense personnalité politique de l'époque.

## Contexte historique
Le livre dont est tiré le film couvre une période plus large entre 1950 et le milieu des années 1980, ou un « Mouvement réformateur » a cherché à forcer le Pentagone à acquérir ses équipements sur la base de cahier des charges plutot que sur la simple écoute des promesses des fournisseurs.
Ces réformateurs étaient conduits par le colonel de l'U.S. Air Force John Boyd et Franklin C. «Chuck» Spinney. Ils ont intégré des membres des deux Chambres des États-Unis. Ils recevaient des commentaires de membres mécontents des divers corps d'armée U.S. Ce groupe informel utilisa les médias pour diffuser les véritables évaluations des équipements qui demandaient plus de temps et d'argent que promis pour des performances inférieures. Cela a permis le développement de matériels tels que l'avion chasseur de chars A-10 Warthog et le chasseur General Dynamics F-16 Fighting Falcon qui n'étaient pas appréciés de l'establishment militaire en raison de leur manque de sophistication.

## Précisions
Le réalisateur a pris quelques libertés par rapport au livre et à la réalité.
- Dans la version originale du film James Burton n'est que lieutenant-colonel. En effet, le réalisateur a estimé que l'acteur Cary Elwes qui incarnait le personnage semblait trop jeune pour être colonel.
- Dans l'usine qui assemble les véhicules dangereux à destination de l'armée américaine, une scène montre une autre chaine de montage pour des véhicules plus sûrs à destination d'Israël. En fait le Bradley a été exporté seulement vers l'Arabie Saoudite.

Le générique présente des images d'actualités d'essais de tanks et chars d'assaut, plutôt légers et rapides, prototypes plus ou moins réussis, surtout américains mais avec quelques séquences de chars français ou autres.